# Лукашенко Олександр Григорович
Олекса́ндр Григо́рович Лукаше́нко (біл. Алякса́ндр Рыго́равіч Лукашэ́нка, Alyaksandar Ryhoravič Łukašenka; нар. 30 серпня 1954, смт Копись, Оршанський район, Вітебська область, Білоруська РСР, СРСР) — білоруський проросійський політик, диктатор, державний та військовий діяч, фактично президент Білорусі та Верховний головнокомандувач ЗС Білорусі з 20 липня 1994 року. Обіймав посаду президента після виборів 2001, 2006, 2010, 2015, 2020 та 2025 років. Після президентських виборів 2020 року його легітимність не визнають Європейський Союз, США, Велика Британія, Канада, Україна та низка інших держав (з 23 вересня 2020 року).
До своєї політичної кар'єри Лукашенко працював директором радгоспу та був політкерівником радянської армії.
Через авторитарний режим правління, використання адміністративного ресурсу на виборах, обмеження свободи ЗМІ, репресії противників режиму і т. ін. Лукашенка часто називають «останнім диктатором Європи», разом з деякими білоруськими посадовцями входить у «Чорний список ЄС», список спеціально позначених громадян і заблокованих осіб США.
Станом на 2022 рік, перебуває на посаді найтриваліше серед всіх глав держав Євразії (крім монархів та Верховного лідера Ірану) — 28 років.
Лукашенко підтримав вторгнення Росії в Україну, надавши територію Білорусі російським військам як плацдарм для просування в Україну та здійснення ракетних обстрілів; таким чином зробив Білорусь фактичним учасником війни. До цього російські війська вже перебували на території Білорусі, але офіційно «на військових навчаннях».
Результати президентських виборів в Білорусі 2020 року, в яких офіційно переміг Лукашенко були широко розкритиковані як сфальсифіковані та викликали найбільші за час його правління масові протестні акції.

## Біографія
Народився 30 серпня 1954 року у смт Копись Оршанського району Вітебської області БРСР у бідній селянській родині. За походженням — білорус. Його дідусь, Трохим Іванович, народився біля міста Шостка (нині — Собичеве) Сумської області України. Мати Олександра Григоровича до війни жила в селі Олександрія Шкловського району Могильовської області, а після влаштувалась на Оршанський льонокомбінат. Після народження сина повернулась у село й працювала дояркою. Про батька Олександр ніколи нічого не розповідав і, за його словами, ріс тільки з матір'ю, через що мав проблеми з ровесниками у школі.
У 1961—1971 навчався в Олександрійській середній школі, де в дев'ятому класі вступив до лав комсомолу й очолював політмасовий сектор. У школі навчався непогано й активно займався спортом. З п'ятого до восьмого класу відвідував музичну школу, де вчився грі на баяні.
Вищу освіту здобував у 1971—1975 роках у Могильовському педагогічному університеті на кафедрі історії. Паралельно працював секретарем ВЛКСМ у середній школі № 1 міста Шклова. Закінчив університет за спеціальністю «викладач історії і суспільствознавства».
У 1975—1977 роках служив у Прикордонних військах Комітету державної безпеки СРСР, де був інструктором політвідділу військової частини 2187 Західного прикордонного округу у Бресті. Після армії почав трудову діяльність на посаді секретаря комітету комсомолу міського відділу торгівлі харчами міста Могильова. У 1978 році став відповідальним секретарем Шкловської районної адміністрації Всесоюзної спілки «Знання» (біл. «Веды»). З 1979 року — член Комуністичної партії Радянського Союзу.
У 1980 році знову пішов служити в армію. Прослужив там до 1982 року замполітом мотострілецької роти військової частини 04104, після звільнився й був призначеним заступником директора колгоспу «Ўдарнік» Шкловського району. Наступного року обійняв посаду заступника директора комбінату будівельних матеріалів у Шклові, де працював з 1983 до 1985 року. За цей час він заочно отримав другу вищу освіту у Білоруській сільськогосподарській академії за спеціальністю «економіст-організатор сільськогосподарського виробництва». У 1985—1987 роках працював секретарем партійного комітету колгоспу імені Леніна Шкловського району. У 1987 році став директором радгоспу «Городець» (біл. «Гарадзец») Шкловського району Могильовській області, де одним із перших на область почав впроваджувати орендний підряд[джерело?]. Після перетворення збиткового колгоспу на прибутковий Лукашенко став популярним у засобах масової інформації[джерело?].

## Політична діяльність
У себе в радгоспі влаштував окружне виборче зібрання, на якому його висунули кандидатом у народні депутати СРСР. 1989 року брав участь у виборах, проте програв В'ячеславу Кебічеві в другому турі з різницею в 1 %. Але вже наступного року на виборах 4 березня 1990 року був вибраний у депутати 12 скликання і з цього моменту розпочалась його політична кар'єра.
Олександр Лукашенко був головою тимчасової комісії Верховної Ради Республіки Білорусь з вивчення діяльності комерційних структур, які діють при республіканських і місцевих органах управління. Став відомий завдяки критичним виступам у бік Станіслава Шушкевича. 25 березня 1991 року у «Народній Газеті» опублікував статтю «Диктатура: білоруський варіант?». Пізніше у Верховній Раді Білорусі була сформована фракція «Комуністи за Демократію» (біл. «Камуністы за дэмакратыю») і Лукашенко став одним з її лідерів. Фракція виступала за збереження СРСР у демократичній формі. Після подій 13 січня 1991 року у Вільнюсі, де від рук радянських військовослужбовців, підпорядкованих генералу Усхопчику, загинуло 13 мирних жителів, що брали участь у демонстраціях протесту проти радянської окупації Литви, Лукашенко їздив на місце задля збору фактів.
У жовтні 1991 року на з'їзді оргкомітету була сформована нова політична партія, яка потім отримала назву Партія Народної Згоди (біл. Партыя Народнай Згоды). До неї увійшло багато представників фракції «Комуністи за демократію». Через сварки з іншими представниками, пізніше Олександр Григорович з неї вийшов.
Вважається, що Лукашенко був єдиним депутатом, який проголосував проти ратифікації Біловезьких угод, проте пізніше було з'ясовано, що цим депутатом був Валерій Тихіня, який надалі став головою Конституційного Суду Білорусі. Пізніше Лукашенко казав, що розпад СРСР — «найбільша геополітична катастрофа XX століття»[джерело?].

### Антикорупціонер
Олександр Григорович «здобув репутацію непримиренного борця з корупцією» і 1993 року був призначений на посаду голови Тимчасової комісії по боротьбі з корупцією Верховної Ради Республіки Білорусь, створеній для вивчення комерційних структур при владі. На цій посаді Лукашенко звинуватив ряд членів кабінету В'ячеслава Кебіча в корупції, а його самого назвав головою «примосковської мафії».
Наприкінці 1993 року він звинуватив 70 членів Верховної Ради (у тому числі Станіслава Шушкевича) в корупції та розкраданні державних коштів в особистих цілях. Станіславу Шушкевичу був винесений вотум недовіри, він подав у відставку. Його вина так ніколи доведена не була, проте це стало причиною втрати його популярності серед консервативних сил у Парламенті та майбутнього краху[джерело?].
1 квітня 1994 року «комісія Лукашенка» була розпущена, «виконавши свою задачу з розслідування».
15 березня 1994 року була прийнята нова Конституція, згідно з якою повинні були відбутися перші президентські вибори.

### Участь у президентських виборах

#### Перший термін
Лукашенко був молодим і перспективним політиком, а його критичні виступи й завзята боротьба з корупцією допомогли йому здобути популярність серед народу[виправити стиль]. Його передвиборчий штаб: Леонід Сініцин, Дмитро Булахов, Віктор Гончар, Валерій Цепкало, Олександр Федута, Михайло Сазонов, Юрій Малумов, Петр Капитуло, Віктор Терещенко, Іван Титєнков, Олександр Лукашов, Віктор Кучинський, Володимир Ядренцев, Володимир Нистюк, Анатолій Лебедько, Микола Крпієвич і Віктор Шейман. На вибори Лукашенко йшов з лівими лозунгами та відстоював ідею зближення з Росією.

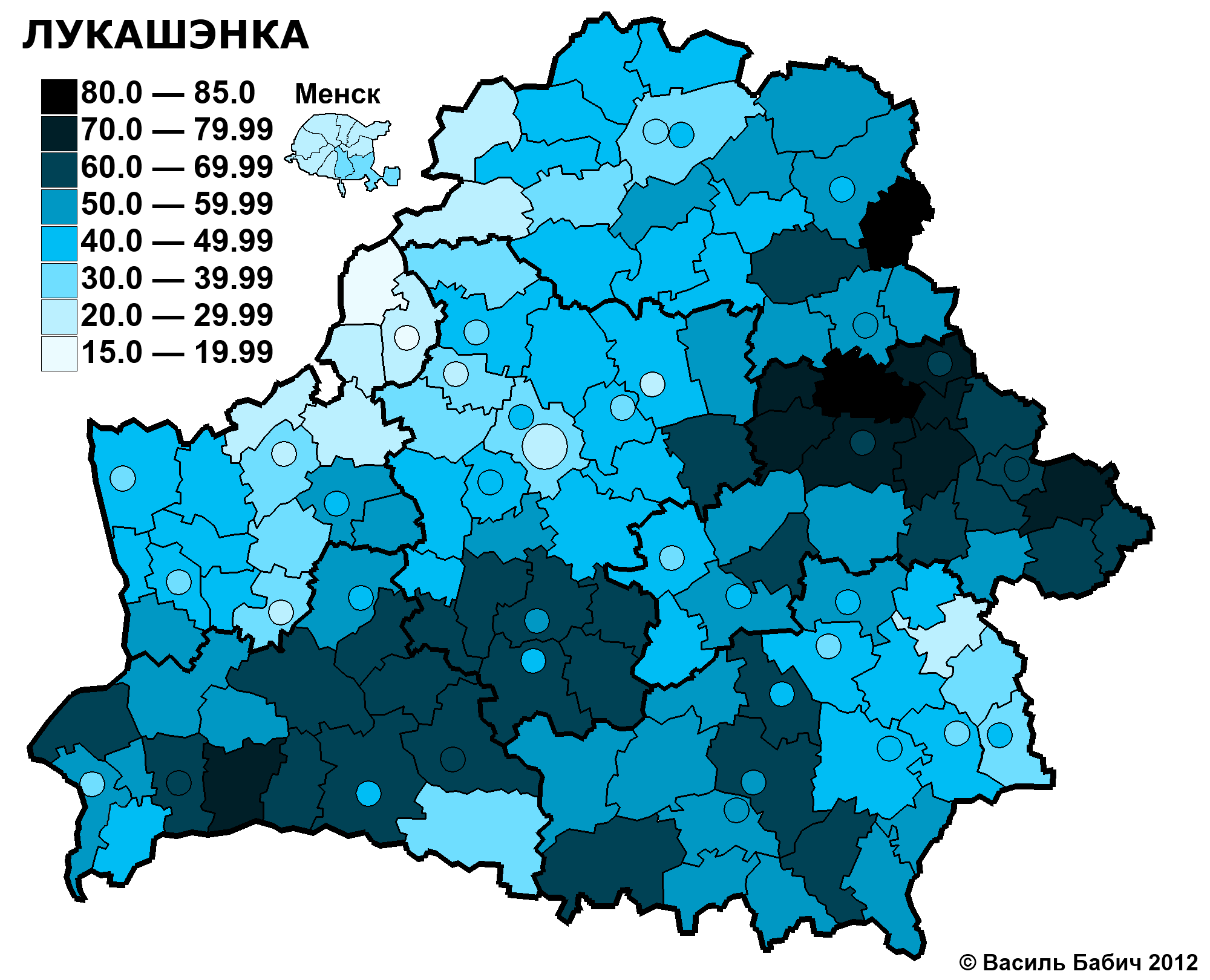
Підтримка виборців у першому турі президентських виборів 1994 року

Основним суперником Лукашенка був В'ячеслав Кебіч і він вважався фаворитом. Результати першого туру були такими: Олександр Лукашенко — 44,82 %, В'ячеслав Кебіч — 17,33 %, Станіслав Шушкевич — 10 %. За результатами другого туру, який відбувся 10 липня, Лукашенко переміг із результатом 80,1 %. Це були єдині президентські вибори в Білорусі, які були визнані демократичними як з боку СНД і Росії, так і з боку США та ЄС.
Під час передвиборчої кампанії на Олександра Лукашенко був здійснений замах. Проїжджаючи повз місто Ліозно Вітебської області, автомобіль Mercedes, у якому перебували Олександр Лукашенко, Іван Тітєнков і Віктор Шейман був обстріляний з автомобіля Ford, що обганяв та притискав Mercedes, одна з куль пролетіла у кількох сантиметрах від голови Лукашенка. Жертв не було, однак розслідування КДБ і МВС виявило розходження між результатами балістичної експертизи й експертизи отвору та показами Тітєнкова і Шеймана. Справа була призупинена, а з приходом Лукашенка до влади відновлена.
28 червня, коли Олександр Григорович направлявся до Дому Уряду, на вході його затримали троє охоронців і не пускали у будівлю. Коли Лукашенко все ж туди потрапив, вони жорстоко побили його, завдавши йому легких тілесних ушкоджень. Згідно з пояснювальною запискою працівників міліції, в ході інциденту Лукашенко відірвав ґудзики та пошкодив формений одяг співробітників міліції.

#### Другий термін
Після референдуму 1996 року відлік п'ятирічного терміну перебування Лукашенка на посту президента почався з нуля, тому вибори, які за старою Конституцією мали відбутись у 1999 році, були перенесені на 2001 рік. Жоден з інших кандидатів не зміг скласти конкуренцію Лукашенкові. Він переміг у першому турі з результатом 75,65 %, тоді як друге місце посів Володимир Гончарик із результатом 15,65 %.
Білоруська опозиція, Європейський Союз та США не визнали результати виборів, заявивши, що вони пройшли з численними порушеннями та не відповідали європейським демократичним стандартам. Такі самі заяви зробила й ОБСЄ. Спостерігачі від СНД своєю чергою заявили, що не виявили правопорушень, а результат виборів був «волею білоруського народу». Росія публічно привітала Лукашенка з перемогою.

#### Третій термін
У 2004 році у Білорусі був проведений референдум, за результатами якого президент може обиратися нескінченну кількість разів, тому ніщо не завадило Олександру Григоровичу балотуватися на третій термін. Як і на минулих виборах, серед кандидатів не було жодного конкурента Лукашенку. Він переміг у першому турі з результатом 83 %.
США не визнали результати виборів, а заступник держсекретаря США з країн Європи і Євразії Деніел Фрід заявив, що США вважають Білорусь «останнім форпостом тиранії» в Європі й у зв'язку з цим «інвестували 12 мільйонів доларів» на програми підтримки демократії в Білорусі.
Європейський Союз й ОБСЄ також не визнали вибори. Натомість СНД, Росія, КНР заявили, що вибори були прозорими і демократичними, а міністр закордонних справ Росії Сергій Лавров заявив, що «Росія виступає категорично проти зовнішнього тиску на Білорусь».
У день оприлюднення результатів виборів на центральній площі Мінська зібрався мітинг білоруських опозиціонерів, який отримав назву «Джинсова революція», яку підтримав Саакашвілі, заявивши: «Білорусь — не якась примха Грузії, це фундаментальне питання, і це питання буде вирішене звільненням білоруського народу й остаточним об'єднанням Європи. Я знаю, що точно такі люди, які б'ють демонстрантів у Мінську, створюють проблеми Грузії й усьому світу. Ці люди не пускають нас в Абхазію, каламутять ситуацію в Цхінвалі й Джаві».

#### Четвертий термін
19 грудня 2010 року відбулися четверті президентські вибори. Усього було зареєстровано 10 кандидатів, із яких тільки Лукашенко набрав понад 3 %. Вибори завершилися в один тур і Лукашенко переміг з результатом 79,65 %.
Ближче до вечора на Привокзальній площі почали збиратися протестувальники проти результатів виборів. Володимир Некляєв виступив зі словами, що згідно з незалежними екзит-полами рейтинг Лукашенка становить 30,5 %. Спецслужбовці розігнали мітингарів й заарештували від 600 до 900 осіб[джерело?].
Спостерігачі від ОБСЄ заявили, що в порівнянні з минулими виборами відбулися покращення, хоча міжнародним нормам вони все одно не відповідають. Вибори відмовилися визнавати Чехія, Польща, Швеція та Німеччина. Євросоюз ввів санкції, які забороняли в'їзд на його територію деяким білоруським чиновникам і Лукашенку особисто. Україна висловила «стурбованість непропорційним застосуванням сили проти учасників акції протесту та журналістів, зіткненням представників опозиції із силами правопорядку і затриманням деяких кандидатів». ПАРЄ заявила про свій намір не відновлювати контакти з білоруською владою, висловивши жаль у зв'язку з арештами представників опозиції Білорусі.
З перемогою Лукашенка привітали голова КНР Ху Цзіньтао, патріарх московський Кирил, Уго Чавес та Махмуд Ахмадінежад.

#### П'ятий термін
11 жовтня 2015 року відбулися п'яті президентські вибори. Усього було зареєстровано 4 кандидати, із яких тільки Лукашенко набрав понад 5 %. Вибори завершилися в один тур і Лукашенко переміг із результатом 83,49 %. На виборах була найвища явка з-поміж усіх виборів. За Лукашенка проголосувала найбільша кількість виборців з початку проведення виборів у Білорусі.

#### Балотування на шостий термін
14 травня 2020-го Лукашенко подав документи на участь у шостих виборах Президента Білорусі, окрім нього у списках зареєстровано 15 кандидатів, включно з опозиціонером[уточнити] Олегом Гайдукевичем (Ліберально-демократична партія). До виборів були допущені тільки п'ять кандидатів. Після виборів почались масові протести.

## Політика

### Зовнішня

#### Росія

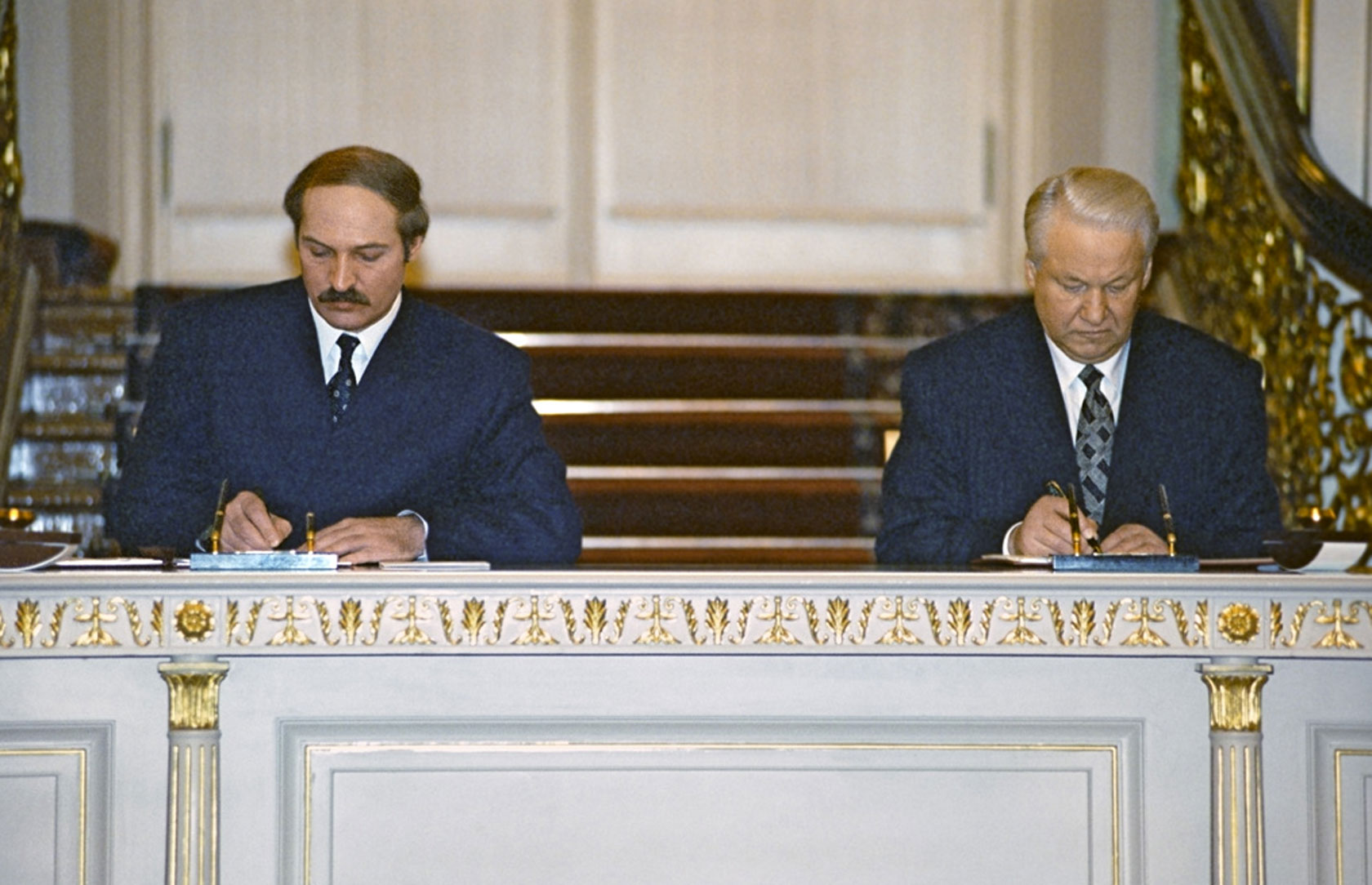
Підписання Договору про Союз Білорусі й РФ, 2 квітня 1997 року

З першого президентського терміну Олександр Григорович говорив про Росію як про головного партнера Білорусі. У січні 1995 року разом із Борисом Єльциним був підписаний договір про створення платіжного та митного союзів. У лютому того ж року вони підписали договір про дружбу, добросусідство та співпрацю між Республікою Білорусь та Росією. 1996 року був підписаний договір про створення Спільноти Росії та Білорусі, 1998 року  — договір про рівні права громадян обох країн.
Саме від нього йшла ініціатива створення Союзної держави, підтримана Борисом Єльциним. 29 квітня 1996 року укладено договір про Парламентське Зібрання, 2 квітня 1997 — договір про Союз Росії та Білорусі, проте при підписанні цього договору Єльцин відмовився підписувати білоруський варіант, що дозволило Лукашенку звинуватити Росію у «непідготовленості до об'єднання». 23 травня 1997 відбулося підписання Уставу Союзу Білорусі і Росії, у січні 1998 — договору про сумісну Телерадіомовну організацію Союзу, 8 січня 1999 — договору про створення Союзної держави Росії і Білорусі. 26 січня 2000 після ратифікації парламентами обох країн Союзна держава почала існувати.
У 2002 році Лукашенко представив Володимиру Путіну проєкт, за яким Союзною країною президенти мали б керувати по черзі, але підтримки в колеги не знайшов. Замість цього у серпні 2002 року Путін запропонував свій проєкт, згідно з яким у травні 2003 року мав пройти референдум щодо нового керівництва Союзної країни, у якому запропонував враховувати різницю у чисельності населення і економічній силі між країнами. Фактично Путін запропонував Білорусі увійти до складу РФ, на що Лукашенко відповів, що навіть Ленін і Сталін не додумались до такого — роздробити Білорусь і включити до складу СРСР. У жовтні 2003 року Лукашенко заявив, що перехід на єдину валюту не має сенсу.
Помаранчева Революція, Революція Троянд та інші так звані «кольорові» революції на пострадянському просторі змусили Лукашенка знову будувати свою політику на співпраці з Росією. 2007 року МЗС РФ направило Білорусі ноту, у якій зазначалося, що Росія не постачатиме Білорусі газ по внутрішнім цінам. 24 березня того ж року дві країни уклали важливі угоди, серед яких торгово-економічна.
Після Російсько-грузинської війни Лукашенко не став визнавати окуповані Росією Абхазію і Південну Осетію.
29 січня 2015 року Лукашенко заявив, що Білорусь не є частиною «руського світу».
2 червня 2018 року під час відвідування Брестської фортеці Лукашенко звинуватив Росію у спробі приватизувати перемогу у війні проти нацистської Німеччини. «Останнім часом я відстежую цю тенденцію, спостерігаю. З'являється все більше інформації саме на цю тему. Комусь кортить, що дивно — в Росії, приватизувати цю перемогу. Ніби не було на війні всіх інших — білорусів, українців, грузинів, вірменів, таджиків, туркменів… Весь Радянський Союз воював. Загинули навіть не сотні й не тисячі, а сотні тисяч. Ми кожного третього скалічили й втратили. Вся Білорусь — це пам'ятник. Тисячі спалених сіл, ні в чому не винних людей, людей похилого віку, дітей» — заявив Лукашенко.

#### США та ЄС
Західні країни відмовилися визнавати результати референдуму 1994 року й з того часу не визнавали жодних виборів у Білорусі. Країна втратила місце асоційованого члена в Асамблеї Ради Європи, а після інциденту в Дроздах стосунки Заходу й Білорусі погіршилися ще більше.
2008 року Лукашенко звернувся до члена Британської Палати Лордів, відомого PR-менеджера Тімоті Белла з метою покращення іміджу Білорусі за кордоном. З початку їхньої співпраці позиція Лукашенка стала лояльнішою до Європи, також він утримався від таких неоднозначних кроків як визнання Південної Осетії й Абхазії після Російсько-грузинської війни. Командою Белла був розроблений 32-сторінковий план покращення іміджу Білорусі, який оцінювався у $10 млн (з них лише один був заплачений Беллу через розірвання контракту). У 2010 році співпраця лорда і президента несподівано припинилась.
Після виборів у Білорусі у 2010 році відносини із Заходом майже заморозились через невизнання виборів, переслідування політичних опонентів Лукашенка й незацікавленість білоруської сторони в переговорах. З боку Євросоюзу були введені економічні санкції і заборона багатьом білоруським чиновникам в'їзду до країн Європейського Союзу.

#### Україна
4 березня 2014 року на фоні початку тимчасової анексії Криму Росією Лукашенко повідомив Леоніду Кучмі про підтримку територіальної цілісності України.
30 листопада 2021 року в інтерв'ю Д. Кисельову, генеральному директору агентства «Росія сьогодні», зокрема, заявив, що має намір відвідати окупований Крим, що Крим — російський де-факто, а після «референдуму» — і де-юре.
З 24 лютого 2022 року Республіка Білорусь бере участь у російському вторгненні в Україну. З території Білорусі на територію України проривалися російські війська. У той же час Лукашенко в інтерв'ю одному з японських телеканалів Лукашенко заявив, що Путін пропонує Україні стати такою, як Білорусь. У той же час, він пообіцяв, що жоден білоруський солдат в Україні не воює. «Ми не нападаємо на Україну, ми не бомбимо Україну, нас ніхто не просить цього робити», — заявив диктатор. 4 жовтня Лукашенко офіційно визнав, що Білорусь бере участь у війні проти України, але він додав, що білоруси «нікого не вбивають і нікуди не посилають своїх військових». У Білорусі готуються до прийняття військових ешелонів з Російської Федерації.

#### Економічна
Економічна політика Лукашенка зупинила економічну кризу й занепад, від якого потерпали пострадянські країни, що трансформували свої економіки.[джерело?] Підприємства отримали державну підтримку й опіку та не зупиняли своєї роботи.

#### Адміністративна
Під час правління Олександра Лукашенка в Білорусі були обмежені політичні й деякі особисті свободи. Послідовно знищувалась незалежна преса, переслідувались політичні опоненти. Зникло кілька незгодних і особистих ворогів Олександра Григоровича. Багато політиків і активна молодь були вимушені емігрувати до Литви, Польщі, Росії, України, США.

#### Звинувачення в зникненні і вбивствах політичних опонентів
Член ПАРЄ Х. Пургурідес звинувачував білоруську владу в убивствах і зникнення місцевих політиків В. Гончара, Ю. Захаренко, А. Красовського, Д. Завадського. 23 листопада 2000 був заарештований командир бригади спецпідрозділів внутрішніх військ МВС Дмитро Павліченко. Його арешту передував рапорт начальника СІЗО-1 Олега Алкаєва — про вилучення так званого «розстрільного» пістолета напередодні зникнень Захаренко, Гончара та Красовського. У СІЗО КДБ Павліченко провів близько доби, поки його не випустили за особистим розпорядженням Лукашенко. В інтервю Лукашенко стверджував, що не пам'ятає, чому він тоді припинив досудове розслідування у справі заарештованого Павліченко. На день пізніше президент відправив у відставку генерального прокурора і голови КДБ В. Мацкевича, а на посаду генпрокурора призначив Віктора Шеймана.
У 2020 року про обставини вбивства Захаренко, Гончара та Красовського розповів колишній боєць СОБР Ю. Гаравскій.
У січні 2021 року екссиловик з Білорусі Ігор Макар опублікував аудіозапис, з якої випливає, що Лукашенко планував вбивства противників уряду за кордоном. На аудіозаписах з 2012 року тодішній голова Комітету державної безпеки Республіки Білорусь Вадим Зайцев серед іншого говорить про ліквідацію Олега Алкаєва і журналіста Павла Шеремета, який насправді був убитий шляхом вибуху бомби. Істинність аудіозаписів була підтвердили дослідження петербурзької «криміналістичної лабораторії аудіовізуальних документів».

#### Культурна
Одним з пунктів програми Лукашенка було надання російській мові статусу державної. Під час його керівництва майже зникло книговидавництво білоруською мовою, кіностудії перестали фінансуватись через малі кошториси білоруських фільмів, теле- та радіоетери заполонила російська музика, а білоруська мова майже зникла із засобів масової інформації, через що була занесена до списку «потенційно зникомих мов» ЮНЕСКО. Це єдина державна мова незалежної пострадянської країни, яка отримала такий статус.
З його приходом почалася цензура, наприклад заборону отримала пісня «Хочу перемен!» гурту «Кино». Багатьом білоруським музикантам було неофіційно заборонено з'являтися на радіо та телебаченні, анульовано ліцензії на концерти, а їхні інтерв'ю засобам масової інформації зазнали цензури ("чорний" список музикантів: «Ляпис Трубецкой» та пісня «Belarus Freedom», Зьміцер Вайцюшкевіч, Лявон Вольський, «Крамбамбуля», «N.R.M.», «Neuro Dubel», «Палац» тощо). Білоруська урядова політика, як правило, поділяє білоруських музикантів на провладних «офіційних» та продемократичні «неофіційних». Для «неофіційних» музикантів були встановлені перешкоди, що примушує їх до самоцензури.
З 2012 року під цензуру потрапив й Інтернет, коли набрав чинності закон, який вимагає, щоб усі комерційні вебсайти, які продають товари або послуги білоруським громадянам, працювали зсередини країни та під доменним іменем «.by». Крім того, ті, хто надає доступ до інтернету (включаючи інтернет-провайдерів та операторів точок доступу до Wi-Fi), повинні реєструвати всіх користувачів, а також блокувати доступ до вебсайтів з чорного списку. 2020 року, під час дня голосування президентських виборів у Білорусі 2020 року та пізніше, під час масових антиурядових протестів, інтернет в Білорусі був днями заблокований. З 2020 року блокування сайтів («Naviny.by», «Салідарнасць», «Єврорадіо» та багато інших) набуло широкого поширення. 18 травня 2021 року був відключений «TUT.BY», найвідвідуваніший «.by» сайт.
Навесні 2021 р. Національні збори режиму Лукашенка прийняли зміни до законів, щоб узаконити репресивну практику щодо засобів масової інформації. Експерти зазначають, що багато формулювань законів навмисно розмиті, тому практично будь-яку непопулярну публікацію можна кваліфікувати як порушення, наприклад, нанесення шкоди національним інтересам. Водночас те, що становить «національний інтерес», визначається чиновниками, які ототожнюють це з інтересами збереження режиму Лукашенка. Зокрема, фактично забороняється стримування протестів. За будь-яку критику влади, автор ризикує бути притягнутим до відповідальності за статтею «про дискредитацію Республіки Білорусь» і отримати до чотирьох років в'язниці.
Міжнародна недержавна організація «Репортери без кордонів» 2021 р. поставила Білорусь на 158 місце зі 180 країн в індексі свободи преси, а Лукашенко в 20 раз потрапив в список «ворогів свободи преси».

#### Українська мова
21 липня 2017 року під час зустрічі Президента Порошенка з Лукашенком ухвалили рішення про вивчення української мови у Берестейській і Гомельській областях Білорусі.

## Критика

### США та ЄС
А. Лукашенко викликав ажіотаж в 1995 році, коли в інтерв'ю газеті «Handelsblatt» оцінив стиль керівництва Адольфа Гітлера як зразок білоруської системи правління:

| ...Історія Німеччини ― це зліпок історії певною мірою Білорусі на певних етапах. Свого часу Німеччина була піднята з руїн завдяки дуже жорсткої влади. І не всі тільки було погане пов'язане в Німеччині та з відомим Адольфом Гітлером. Він перекреслив все хороше, що він зробив в Німеччині, всієї зовнішньою політикою і розв'язав Другу світову війну, ну а все інше вже випливало з цього. Це загибель людей масова, зокрема й німецького народу. Але згадайте його влада в Німеччині. Нас з вами тоді не було, але з історії ми це знаємо. Адже німецький порядок формувався століттями. При Гітлері це формування досягло найвищої точки. Це те, що відповідає нашому розумінню президентської республіки та ролі в ній президента. Тобто я хочу конкретизувати, щоб ви не подумали, що я прихильник Гітлера. Ні, я підкреслюю, що не може бути в якомусь процесі або в якусь людину все чорне або все біле. Є й позитивний. Гітлер сформував потужну Німеччину завдяки сильній президентській владі. Це були 30-ті роки, час сильної кризи в Європі, а Німеччина піднялася завдяки сильній владі, завдяки тому, що вся нація зуміла консолідуватися й об'єднатися навколо лідера |
| — Олександр Лукашенко, 1995 |

Прессекретар Держдепартаменту США назвав ці заяви «недоречними» для глави держави, яке постраждало внаслідок нацистської агресії.
Західні країни різко критикували характер проведених виборів, а також придушення акцій протесту в Білорусі; країни Європи та США також бойкотували церемонію присяги Лукашенка. у кінці січня 2011 року ЄС та США запровадили санкції проти Олександра Лукашенка та інших офіційних представників Білорусі. Його активи в західних банках заморожено та запроваджено заборони на в'їзд до країн США та Європи для нього самого та ще 157 офіційних осіб.

### Росія
Поставив уряду завдання перевести торгівлю з Російською Федерацією на долари, євро. Під час зустрічей у Москві Ради колективної безпеки ОДКБ, Євразійської економічної ради розкритикував ідею Євразійського союзу. Заявив, що:
- офіційний Мінськ може бойкотувати створення ЄврАзС, якщо Росія не відкриє кордонів для білоруських товарів
- вільного переміщення товарів на території майбутнього союзу не було і немає.[57]

### Міжнародні санкції
31 серпня 2020 року балтійські країни ввели санкції проти Лукашенка та його оточення.
6 листопада 2020 року проти нього, так само як ряду інших офіційних осіб Білорусі, знову введені персональні санкції ЄС.
У свою чергу восени 2020 року Канада, Велика Британія, Швейцарія внесли Лукашенко в свої «чорні списки». 20 листопада до пакету санкцій ЄС приєдналися Албанія, Ісландія, Ліхтенштейн, Норвегія, Північна Македонія, Чорногорія та Україна. Влітку 2021 року Нова Зеландія внесла Лукашенко та понад півсотні осіб, пов'язаних з режимом, в свій список.
Також Лукашенко перебуває в списку спеціально позначених громадян і заблокованих осіб США за «офіційне виправдання політичних репресій і фальсифікацій на виборах».
У грудні 2020 року Виконавчий комітет Міжнародного олімпійського комітету (МОК) вирішив усунути від всіх заходів МОК до подальшого повідомлення всіх членів Національного олімпійського комітету Республіки Білорусь, включаючи Олександра та Віктора Лукашенко.
У березні 2022 року після вторгнення Росії в Україну Японія ввела проти Олександра Лукашенка персональні санкції, а МЗС Австралії оголосило про санкції проти Лукашенка, його дружини Галини та сина Віктора. У травні того ж року санкції проти Лукашенка знову ввела Нова Зеландія.
27 квітня 2023 року, Парламентська асамблея Ради Європи (ПАРЄ) визнала Олександра Лукашенка причетним до геноциду українців.

### Судові розгляди
31 січня 2022 року, згідно повідомлення української інформаційної агенції УНН з посиланням на білоруський Telegram-канал NEXTA, на Олександра Лукашенка був поданий позов до Міжнародного кримінального суду в Гаазі. Польський адвокат Томаш Віліньський звинувачує «громадянина Олександра Лукашенка та його спільників» (Тертеля, Карпенкова та інших) у геноциді та злочинах проти людяності. Заява направлена за підтримки правозахисних організацій та Народного антикризового управління. Вона містить 160 сторінок правового обґрунтування та 40 000 сторінок документів у додатку. Заява подана від імені великої кількості громадян Білорусі, у тому числі від білоруського опозиціонера Павла Латушка.

## Родина та особисте життя
- Дружина — Лукашенко Галина Родіонівна
- Троє синів — Лукашенко Віктор Олександрович (1975), 50 р.
Лукашенко Дмитро Олександрович (1980), 45 р.
Лукашенко Микола Олександрович (2004, позашлюбний), 21 р.[74][75][76]
- Сім онуків — четверо — діти старшого сина: Вікторія (1998), Олександр (2004), Валерія (2009) і Ярослав (2013), троє — діти молодшого: Анастасія (2003), Дар'я (2004) і Олександра (2014).
- Молодша сестра Тамара Родіонівна живе в Могильові, фармацевт в аптеці, її чоловік — голова Білоруського товариства мисливців і рибалок в Могильові.

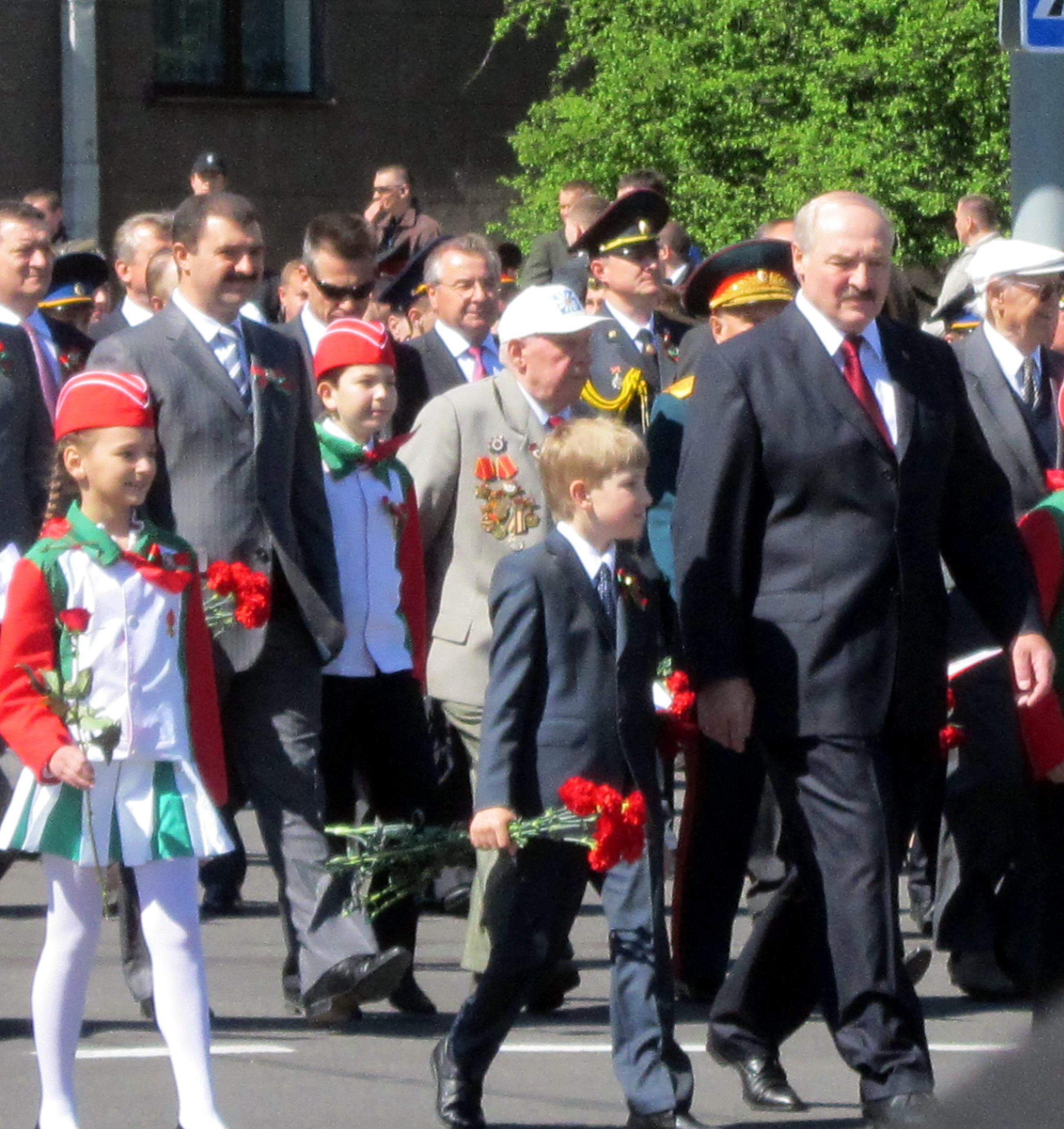
9 травня 2012 року на параді з молодшим сином Миколою та старшим — Віктором (в сірому костюмі)

Олександр Лукашенко був одружений з Галиною Родіонівною Жолнерович та має від неї двох синів. Ще один син, позашлюбний, народжений 2004 року. Саме з молодшим сином Миколою Олександр Григорович часто відвідує різноманітні заходи.
Олександр Лукашенко займається такими видами спорту як біг на лижах, теніс, хокей.

## Гомофобія
У лютому 2011 Олександр Лукашенко запропонував західним політикам не драматизувати ситуацію з приводу його ставлення до людей нетрадиційної сексуальної орієнтації.
«Приїжджали тут великі діячі — правильної, неправильної орієнтації. І мене почали дорікати, що я засудив цей „голубник“. Ну, не подобаються мені „голубі“, я й сказав, що не подобаються. Бачте, міністри окремих закордонних справ образилися на мене. Чого на мене ображатися? Ми живемо в демократичному суспільстві, тим більше я — президент. Я маю право висловлювати свою точку зору й свою позицію. Я йому (главі МЗС ФРН) чесно й сказав це в очі. Треба нормальний спосіб життя вести. У Німеччині це можливо, і в Польщі, тоді хай цим і займаються там. А нам сюди це не треба», — заявив президент Білорусі визнавши, що «хоча цього добра і в нас, на жаль, вистачає».
За ці слова його розкритикувала ЛГБТ спільнота.

## Нагороди
- 5 листопада 2009 — диплом Почесного доктора Київського університету ім. Шевченка. Диплом, мантію і почесний знак президенту вручив ректор університету академік Леонід Губерський[78]. У червні 2021 року Лукашенка позбавили звання доктора КНУ з огляду на порушення прав людини у Білорусі та зневагу до України[79].
- Президентський орден Сяйво (Грузія, 2011)[80]

## Галерея

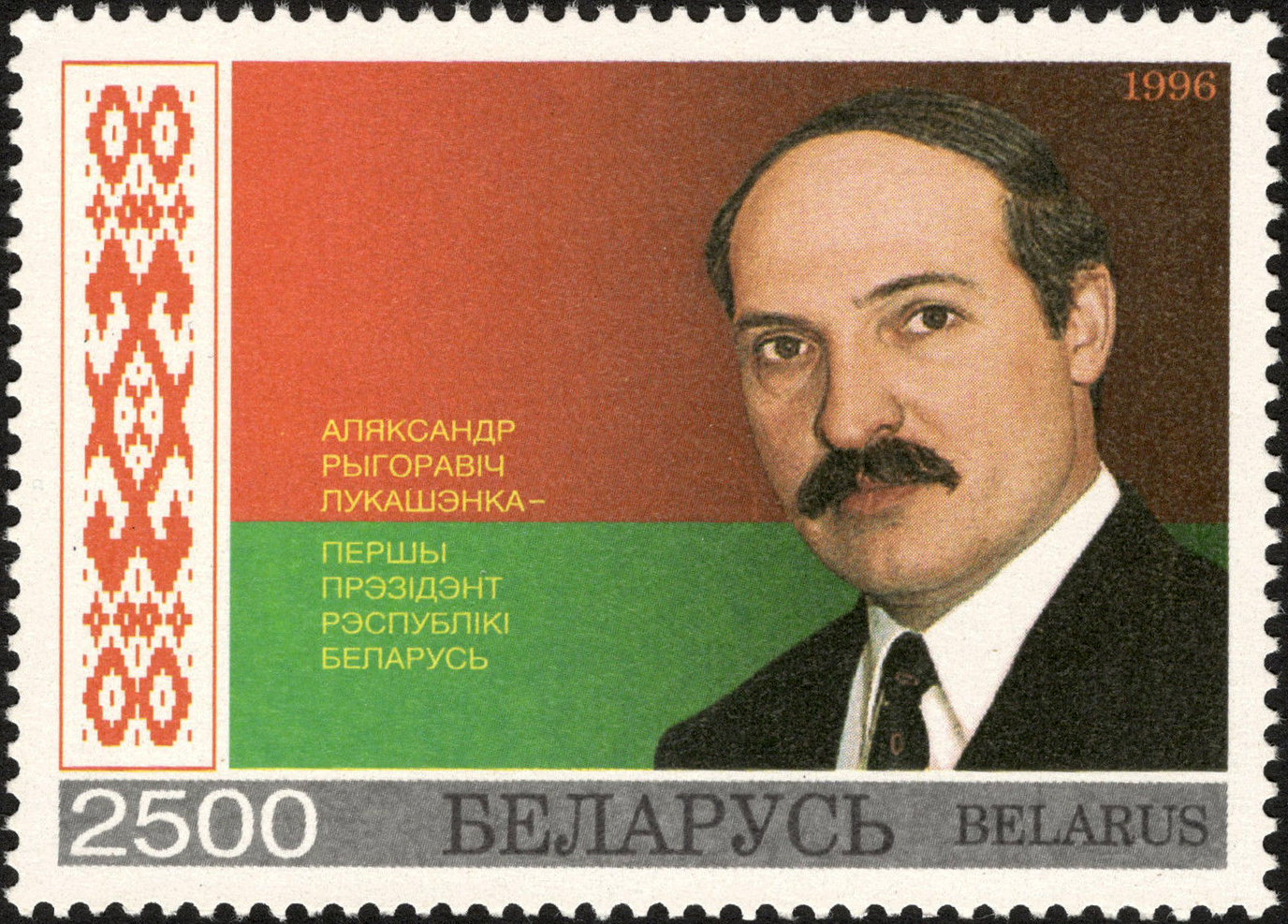
Поштова марка, 1996
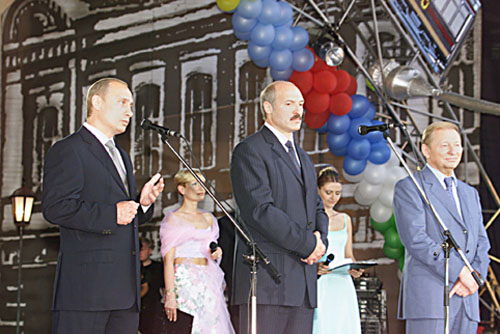
З Кучмою та Путіним на Слов'янському базарі у Вітебську, 2001
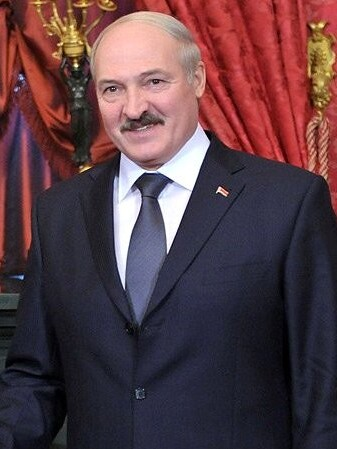
Олександр Лукашенко
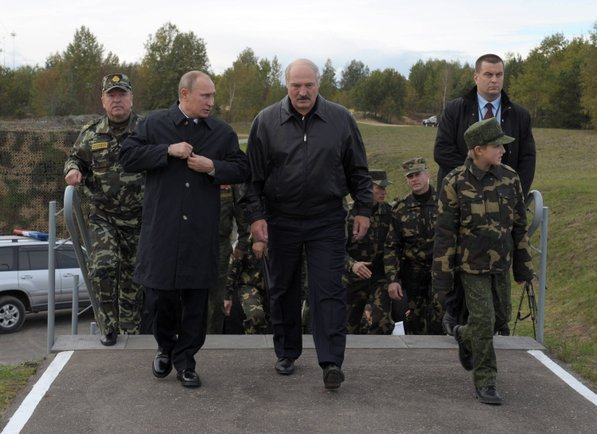
Володимир Путін і Олександр Лукашенко з молодшим сином Миколою на військових навчаннях «Захід-2013». Гродно. Полігон Гозький
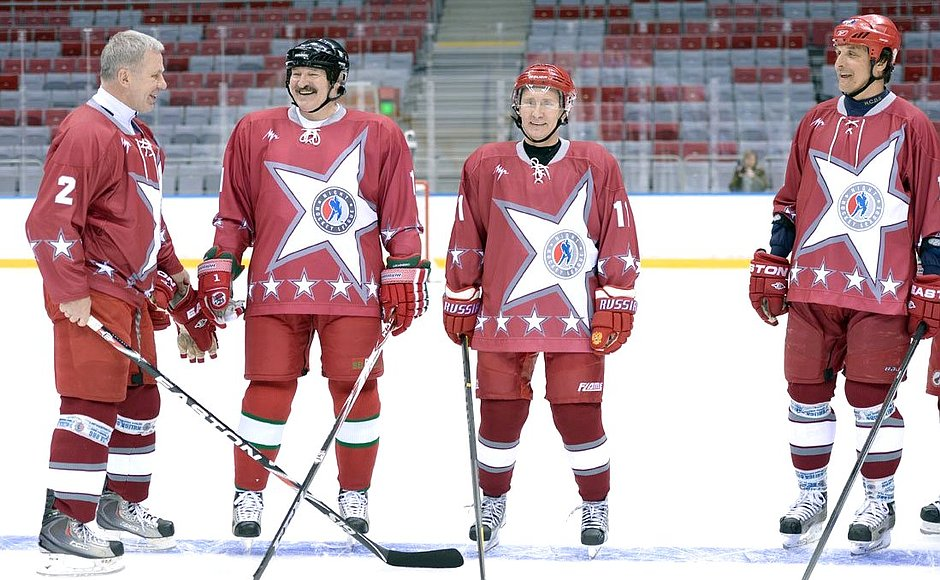
Лукашенко, Путін і В'ячеслав Фетісов на товариському матчі зірок вітчизняного хокею, льдовий палац "Великий", Сочі, 4 січня 2014
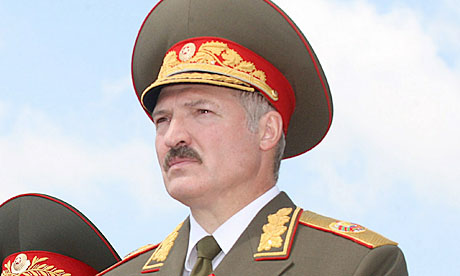
На військовому параді у формі маршала Білорусі, 2001
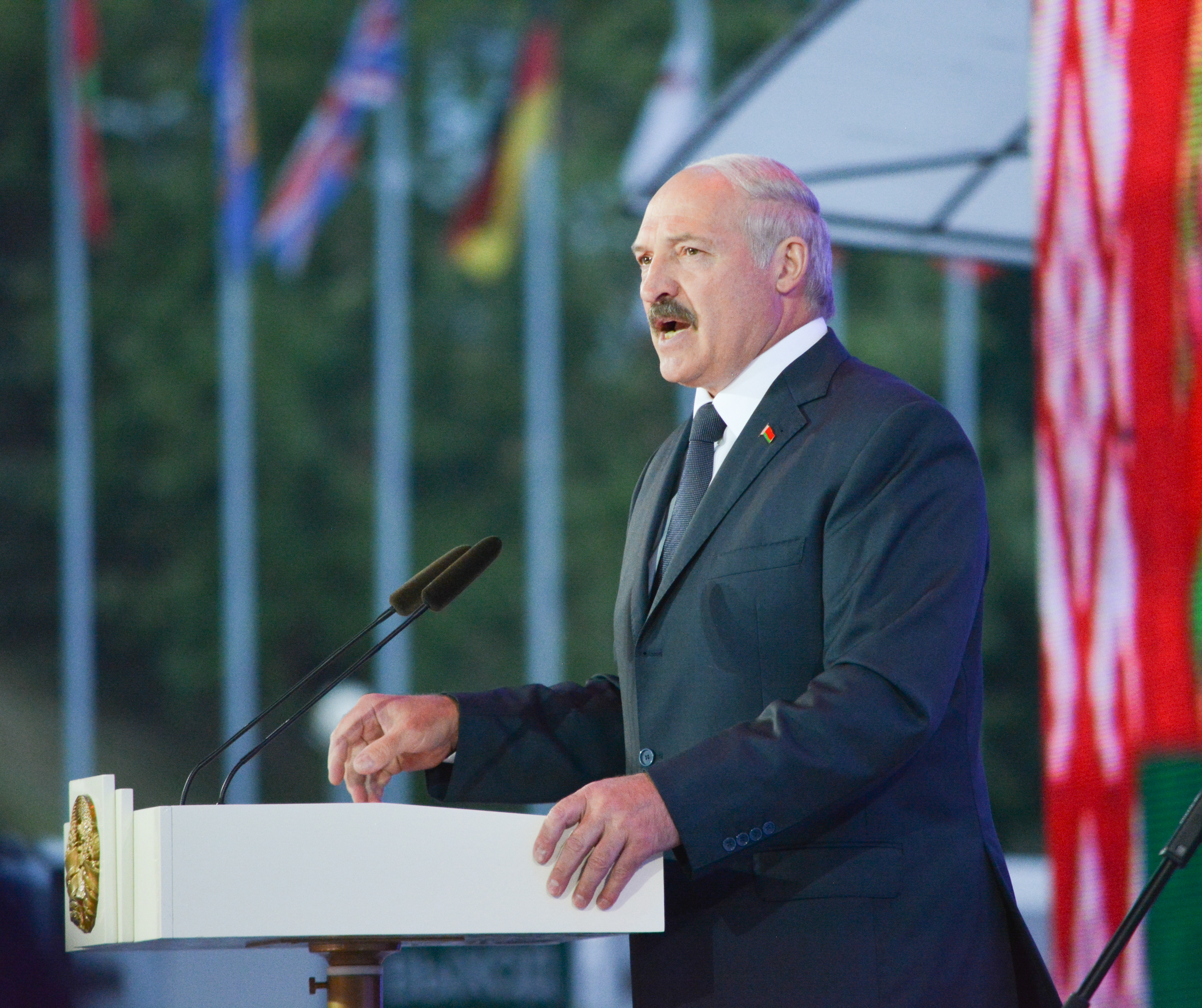
Слов'янський базар, Вітебськ, 2014
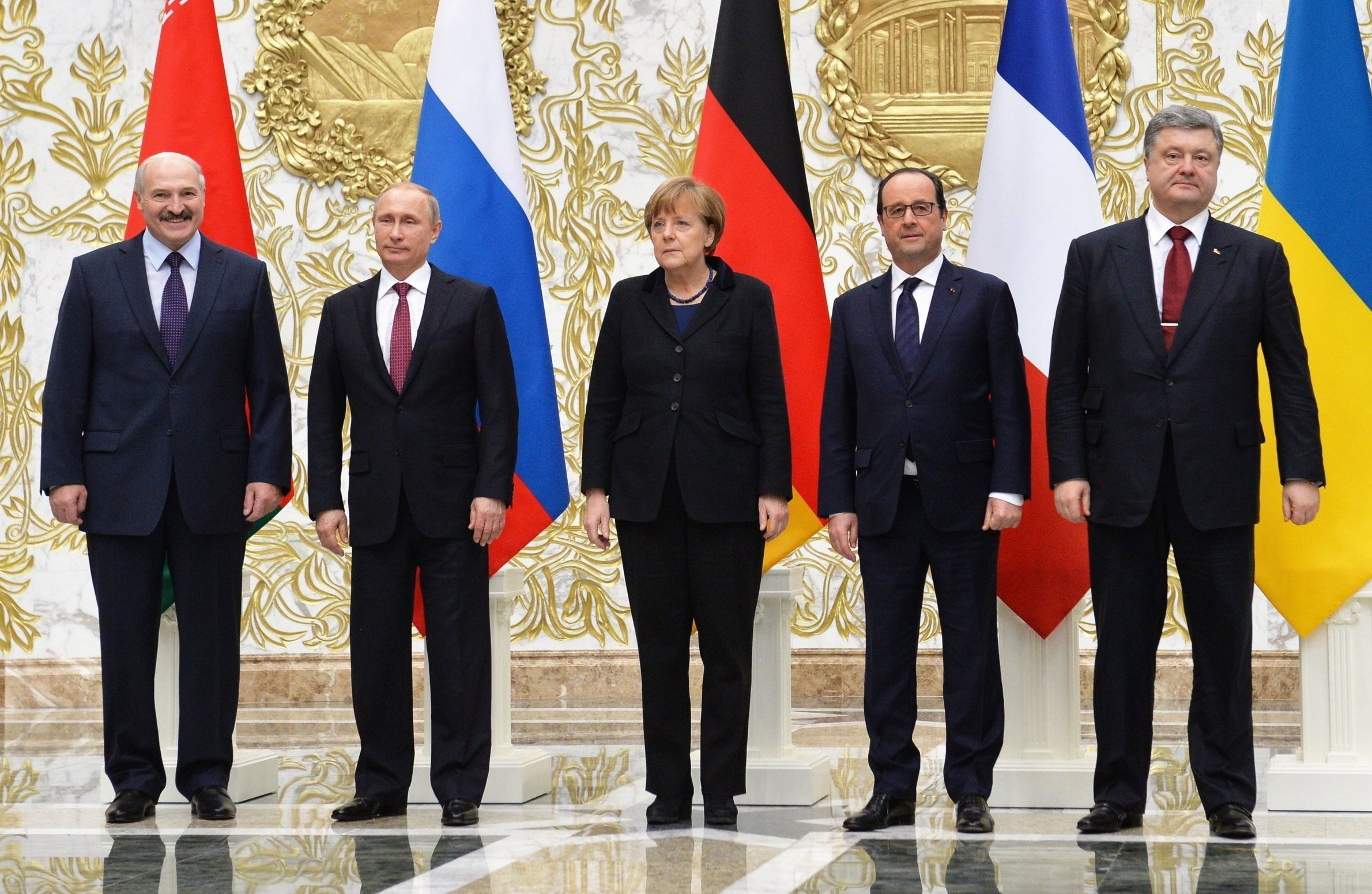
Лукашенко (ліворуч) під час підписання протоколу «Мінськ II» по припиненню вогню на Донбасі
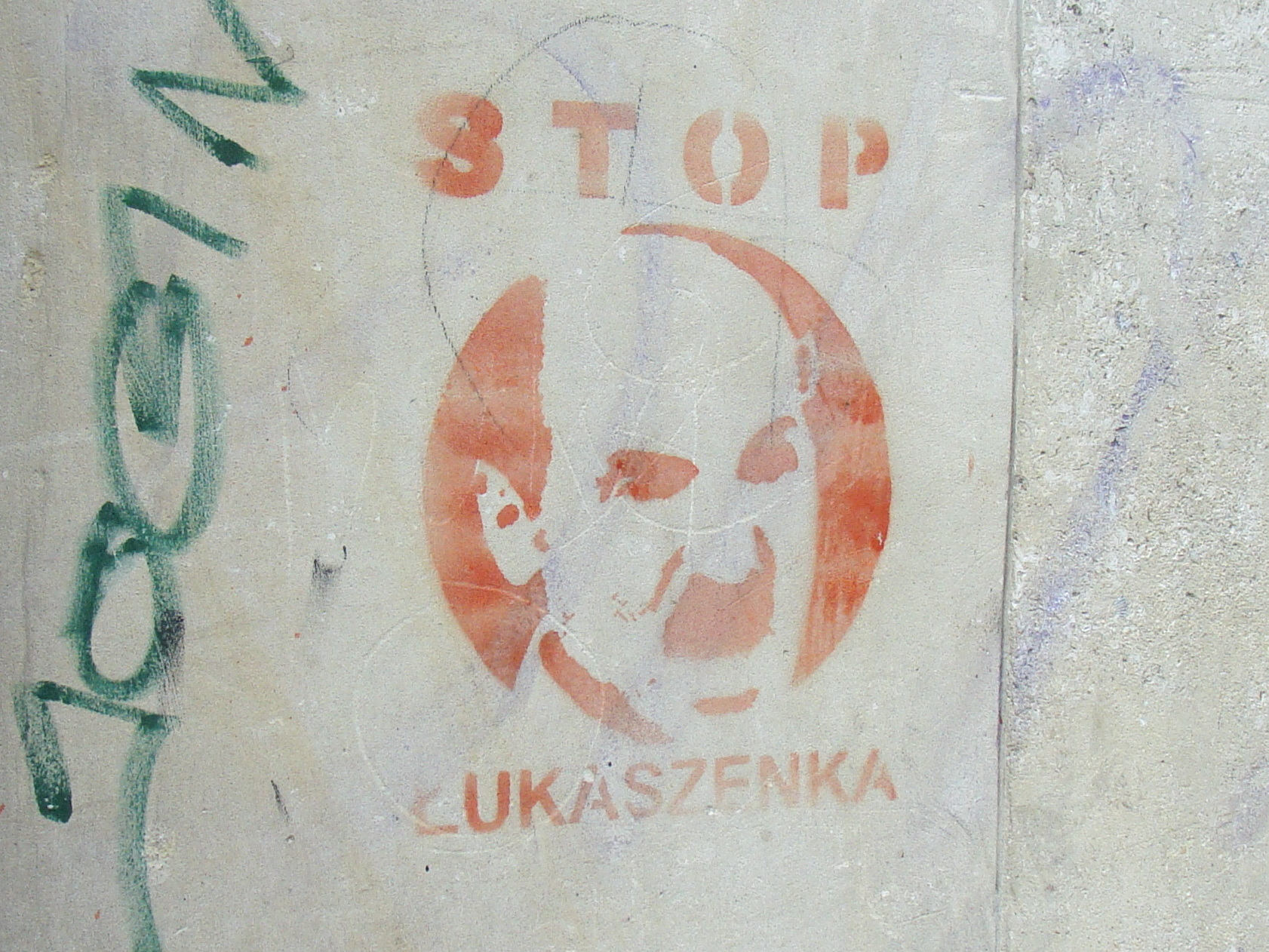
Графіті «Стоп Лукашенко»